# Hahncappsia nigripes
Hahncappsia nigripes là một loài bướm đêm trong họ Crambidae.